# Эш, Карл Леннарт
Ле́ннарт Карл Эш (фин. Lennart Karl Oesch, 8 августа 1892 — 28 марта 1978) — один из ведущих финских военачальников во время Второй мировой войны.
Леннарт Карл Эш (сам он использовал имя Леннарт, но во многих источниках в качестве имени используется Карл) родился 8 августа 1892 года в селе Пюхяярви (совр. Отрадное в Приозерском районе Ленинградской области) в семье, приехавшей в 1880-х годах из Швейцарии. В детстве он посещал школу в Сортавале, в 1911—1915 годах учился на физико-математическом факультете Хельсинкского университета.

## Первая мировая война и Гражданская война
В 1915 году Эш выехал в Германию, где вместе с другими финскими добровольцами проходил службу в Королевском Прусском 27-м егерском батальоне. Когда в феврале 1918 года егеря вернулись из Германии в Финляндию, Эш стал капитаном финской армии. Во время гражданской войны в Финляндии он командовал пехотным батальоном.

## Межвоенный период
В 1920-30-х годах Эш сделал быструю карьеру в Силах обороны Финляндии. В 1923—1926 годах он учился в военных училищах Франции, по возвращении в Финляндию в 1926—1929 годах возглавил новосозданную Академию генерального штаба. В 1930 году Эш был произведён в генерал-майоры и стал начальником Генерального штаба.
В марте 1932 года, не оставляя должности начальника Генерального штаба, во время восстания в Мянтсяля Эш на некоторое время стал заместителем министра внутренних дел. В 1936 году он был произведён в генерал-лейтенанты.

## Советско-финская война
Во время советско-финской войны 1939—1940 годов Эш оставался в должности начальника Генерального штаба. Когда в марте 1940 года советские войска пересекли по льду Выборгский залив и захватили плацдарм на западном берегу, то Маннергейм для борьбы с ними сформировал Береговую группу. Сначала её командующим был назначен генерал-майор Валлениус, но три дня спустя он был отправлен в отставку. Ситуация была критической, и для её разрешения был послан Эш. С финской стороны оборону держали плохо экипированные части береговой обороны, в которых служили резервисты старших возрастов, и батальоны, спешно переброшенные из Лапландии. Эш смог удержать эти силы от развала вплоть до окончания войны 13 марта 1940 года, замедлив продвижение Красной армии.
После подписания мирного договора Эш вернулся к исполнению обязанностей начальника Генерального штаба, а в апреле 1940 года был назначен командующим II корпусом.

## Вторая мировая война
После вступления Финляндии в войну с Советским Союзом в июне 1941 года силы под командованием Эша были переименованы в IV корпус. Его задачей было наступление в южную часть Карельского перешейка. Однако финское командование более приоритетным считало наступление армии Хейнрикса в Карелии к северу от Ладожского озера, и разрешение на переход в наступление было получено Эшем лишь 20 августа 1941 года. Эш и его начальник штаба полковник Вало Нихтиля решили начать атаку через два дня.
Наступление IV корпуса развивалось успешно, но Эш из-за перенапряжения был вынужден 25 августа 1941 года взять двухнедельный отпуск по болезни. Тем не менее, по настоянию полковника Нихтиля ему пришлось 30 августа вернуться в строй, так как заместитель Эша генерал-майор Тааветти Лаатикайнен не справлялся со своими обязанностями. За день до этого финские войска заняли Выборг.
В конце августа силы IV корпуса окружили к югу от Выборга части трёх советских стрелковых дивизий (43-й, 115-й и 123-й). Несмотря на то что часть их сумела выбраться из кольца (бросив тяжёлую технику), 1 сентября 1941 года остатки войск начали сдаваться. Финны взяли в плен 9 325 человек, включая командира 43-й стрелковой дивизии генерал-майора Владимира Кирпичникова. На полях сражений было погребено около 7 500 трупов советских солдат, финны потеряли в ходе этой операции около 3 000 человек. Эш одержал величайшую победу в военной истории Финляндии, но он же при этом отдал приказы, которые дали основание судить его после войны как военного преступника.
В марте 1942 года финские силы были реорганизованы в три группы; Эш получил под командование Олонецкую группу, действовавшую на Олонецком перешейке между Онежским и Ладожским озёрами. Практически сразу, в апреле 1942 года, ему пришлось отражать мощное советское наступление. Это ему удалось, но с течением времени становилось всё яснее, что Германия проигрывает, и Финляндия стала искать пути выхода из войны.
9 июня 1944 года советские войска перешли в наступление на Карельском перешейке и на следующий день прорвали финскую оборону. Утром 14 июня 1944 года Эш получил сообщение от генерал-лейтенанта Акселя Айро: «На Перешейке всё рухнуло. Главнокомандующий приказывает вам отправляться туда, все войска — в вашем распоряжении. Лаатикайнен — где-то в районе Выборга». Несмотря на потерю города 20 июня 1944 года, Эш смог сконцентрировать отступающие финские части и перебрасываемые на основное направление резервы, и в итоге под его командованием оказались три корпуса (III, IV и V), в которых было сосредоточено две трети всех финских сухопутных войск. В итоге 30 июня в сражении при Тали-Ихантала финны смогли остановить советское продвижение. За успешное командование войсками 26 июня 1944 года Эш был награждён Крестом Маннергейма.

## Трибунал
После выхода Финляндии из войны Эш ещё в течение года был начальником Генерального штаба и в сентябре 1945 года ушёл в отставку по собственному желанию. Он знал, что Советский Союз требует его ареста как военного преступника. Какое-то время он подумывал о бегстве в Швецию, но затем решил остаться и встретить судьбу лицом к лицу. В том же месяце он был арестован и заключён в тюрьму. Он был обвинён в том, что в сентябре 1941 года отдал приказ о применении оружия против военнопленных в том случае, если те не будут повиноваться приказам, и в результате вольной трактовки этого приказа его подчинёнными ряд советских военнопленных были убиты. Эшу были предъявлены обвинения в убийстве 17 военнопленных. 19 июля 1946 года финский военный суд приговорил Эша к 12 годам каторжных работ, 2 февраля 1948 года Верховный суд сократил срок до трёх лет. Эш был единственным финским высокопоставленным военным, обвинённым в военных преступлениях.

## В отставке
После выхода из тюрьмы в феврале 1948 года Эш занялся военной историей и написал книгу об участии Финляндии во Второй мировой войне. Также он был одним из основателей и главным редактором журнала, посвящённого Финляндии во Второй мировой войне. В 1960 году Эш стал доктором философии Honoris causa Университета Турку.

## Личная жизнь
Карл Леннарт Эш был женат на Анне Нисканен. У них было двое детей: сын Карл Кристиан (род. 1921) и дочь Анн-Мари (род. 1922).